# روش هوکل گسترش‌یافته
روش هوکل گسترش‌یافته (به انگلیسی: Extended Huckel method) روش نیمه‌تجربی شیمی کوانتومی است که در سال ۱۹۶۳ به وسیلهٔ روآلد هافمن پیشنهاد شد. در این روش، بر خلاف روش هوکل که تنها پیوندهای پی در نظر گرفته می‌شد، هر دو پیوند پی و سیگما را شامل می‌شود. این روش نیز مانند روش هوکل، برای مشخص شدن اوربیتال‌های مولکولی بکار می‌رود و همچنان در تشخیص هندسه مولکول‌های آلی ناتوان است.
در این روش تنها الکترون‌های ظرفیت در نظر گرفته می‌شوند و برای مولکول‌هایی که اتمهایشان اختلاف الکترونگاتیویته زیاد دارند مناسب نیست.